# Stu Pomeranz
Stuart Michael Pomeranz (né le 17 décembre 1984 à Dallas, Texas, États-Unis) est un lanceur droitier de baseball qui a joué dans la Ligue majeure avec les Orioles de Baltimore en 2012.
Il est le frère aîné de Drew Pomeranz, un joueur de baseball ayant fait ses débuts dans les majeures en 2011.

## Carrière
Stuart Pomeranz est un choix de deuxième ronde des Cardinals de Saint-Louis en 2003. Il passe par plusieurs franchises dans les ligues mineures, évoluant pour des clubs affiliés aux Cardinals (2003 à 2007), aux Rockies du Colorado (2010), aux Dodgers de Los Angeles (2011) et aux Orioles de Baltimore (2012) avec un crochet par le baseball indépendant chez les Jackals du New Jersey de la Ligue Can-Am en 2009. Des blessures et des problèmes personnels ralentissent sa progression vers les plus hauts échelons du baseball professionnel.
Mis sous contrat par les Orioles de Baltimore le 3 février 2012, Pomeranz amorce la saison avec leur club-école AAA à Norfolk dans la Ligue internationale avant d'être rappelé des mineures pour faire ses débuts dans le baseball majeur le 7 mai comme lanceur de relève. Il joue 3 parties et lance 6 manches en relève pour Baltimore en 2012. Placé sur la liste des blessés fin mai, ses ennuis se compliquent et son retour est sans cesse reporté, pour cause de maux de dos. Il ne revient pas au jeu cette saison et doit subir une opération au dos qui lui fait rater toute la saison qui suit. Son contrat avec les Orioles vient à échéance. Pomeranz apprend que l'intervention chirurgicale n'a pas donné les résultats souhaités et doit par conséquent être pratiquée une nouvelle fois, ce qui le tient à l'écart du jeu toute l'année 2014.